# Újpesti TE
L' Újpesti TE est un club de hockey sur glace basé à Budapest en Hongrie, section du club omnisports Újpesti Torna Egylet. Il évolue dans le Championnat de Hongrie de hockey sur glace et dans la MOL Liga.
Il s'agit d'une des sections les plus victorieuses du club mais également de Hongrie. Durant plusieurs décennies, l'équipe était à la lutte pour le titre national avec l'autre club dominant à l'époque, le Ferencvárosi TC.

## Anciennes dénominations
Le club est créé en 1885 mais la section hockey sur glace n'a vu le jour qu'en 1930 sous le nom de Újpesti Torna Egylet. En 1955, il est renommé Újpesti Dózsa et c'est en 1993 qu'il prend le nom de Újpesti TE.

## Équipe
| No    | Nom                  | Nat. | Position  | Arrivée |
| ----- | -------------------- | ---- | --------- | ------- |
| +003, | Márk Hajek           |      | Gardien   |         |
| +030, | József Pleszkán      |      | Gardien   |         |
| +002, | Dominik Vecaj        |      | Défenseur |         |
| +004, | Balázs Kukucska      |      | Défenseur |         |
| +005, | Gergő Bereczki       |      | Défenseur |         |
| +013, | Benjámin Dorner      |      | Défenseur |         |
| +014, | Bence Zalavári       |      | Défenseur |         |
| +036, | Erik Maklári         |      | Défenseur |         |
| +072, | Ádám Garbacz         |      | Défenseur |         |
| +096, | Tamás Sommer         |      | Défenseur |         |
| +007, | Botond Frajka        |      | Attaquant |         |
| +008, | Viktor László Kovács |      | Attaquant |         |
| +009, | Richárd Reiter       |      | Attaquant |         |
| +010, | Péter Jankovics      |      | Attaquant |         |
| +011, | Tamás Ódry           |      | Attaquant |         |
| +016, | Dániel Szirányi      |      | Attaquant |         |
| +018, | Péter Németh         |      | Attaquant |         |
| +022, | Róbert Dömöter       |      | Attaquant |         |
| +026, | Csaba Virág          |      | Attaquant |         |
| +028, | Dániel Bata          |      | Attaquant |         |
| +033, | Márkó Meretei        |      | Attaquant |         |
| +068, | Ádám Pichler         |      | Attaquant |         |
| +077, | Martin Turbucz       |      | Attaquant |         |
| +081, | Zoltán Pál           |      | Attaquant |         |
| +086, | Patrik Szajbert      |      | Attaquant |         |
| +088, | Lőrinc Simon Farkas  |      | Attaquant |         |
| +092, | Ádám Fekti           |      | Attaquant |         |
| +092, | Linus Schellin       |      | Attaquant |         |

### Staff technique
- Entraîneur-chef : János Ancsin
- Adjoints : Bálint Fekti, Zsolt Baróti

### Adresses
- Siège et salle : 1044 Budapest, Megyeri út 13.

## Palmarès
- OB I. Bajnokság :
  - Champion (13) :  1988, 1987, 1986, 1985, 1983, 1982, 1970, 1969, 1968, 1966, 1965, 1960, 1958.
  - Vice-champion (16) : 2006, 1992, 1989, 1984, 1981, 1980, 1979, 1978, 1977, 1976, 1975, 1974,  1973, 1972, 1971, 1963, 1962.

- Coupe de Hongrie :
  - Vainqueur (9) : 1965, 1966, 1970, 1971, 1972, 1985, 1986, 1988, 1990.

## Anciens joueurs
- Balázs Ladányi
- Imre Peterdi
- János Ancsin
- Aleksandr Maltsev
- István Csák
- Valery Vasiliev
- Mátyás Vedres
- Viktor Zsitva